# Gaetanus paracurvicornis
Gaetanus paracurvicornis är en kräftdjursart som beskrevs av Brodsky 1950. Gaetanus paracurvicornis ingår i släktet Gaetanus och familjen Aetideidae. Inga underarter finns listade i Catalogue of Life.